# Élections parlementaires brésiliennes de 2022
Les élections parlementaires brésiliennes de 2022 ont lieu le 2 octobre 2022 afin de renouveler les 513 sièges de la Chambre des députés ainsi qu'un tiers des 81 sièges du Sénat composant le Congrès national du Brésil. Les élections du président de la République et des chambres et gouverneurs des États ont lieu le même jour.
Le Parti libéral du président de la République sortant Jair Bolsonaro progresse nettement et devient le premier parti à la Chambre des députés, avec près de 20 % des sièges. La coalition Brésil de l'espoir menée par le Parti des travailleurs de Luiz Inácio Lula da Silva  progresse également, arrivant deuxième avec 16 % des sièges.

## Contexte
Les élections parlementaires d'octobre 2018 sont marquées par la percée du Parti social-libéral (PSL) de Jair Bolsonaro. Alors qu'il n'avait obtenu qu’un seul élu aux élections de 2014, le PSL sort grand vainqueur du scrutin en remportant cette fois-ci 52 sièges de parlementaires, ce qui en fait la deuxième force politique au Parlement brésilien. En nombre de voix, il arrive même en tête (11,5 millions), devant le Parti des travailleurs (10,1 millions). Ce bon résultat repose principalement sur le programme et la popularité de Jair Bolsonaro, candidat d'extrême-droite arrivé dans le même temps en tête du premier tour de l'élection présidentielle, puis victorieux du second tour, et dont deux des fils sont élus parlementaires (avec 1,8 million de suffrages, son fils Eduardo est le député le mieux élu de l'histoire du pays),.
À l'inverse, le Parti des travailleurs (PT), le Parti de la social-démocratie brésilienne (PSDB) et le Mouvement démocratique brésilien (MDB) connaissent un important recul. Parmi les battus figurent notamment le président du Sénat, Eunício Oliveira (MDB), ainsi que l'ancienne présidente de la République Dilma Rousseff (PT), qui arrive en quatrième position dans son État natal du Minas Gerais alors que les sondages la donnaient grande favorite,,,.
Les résultats surprennent alors la plupart des analystes, qui tablaient sur un relativement faible renouvellement du Parlement. Au contraire, seuls 46 % des députés parviennent à se faire réélire.

## Système électoral

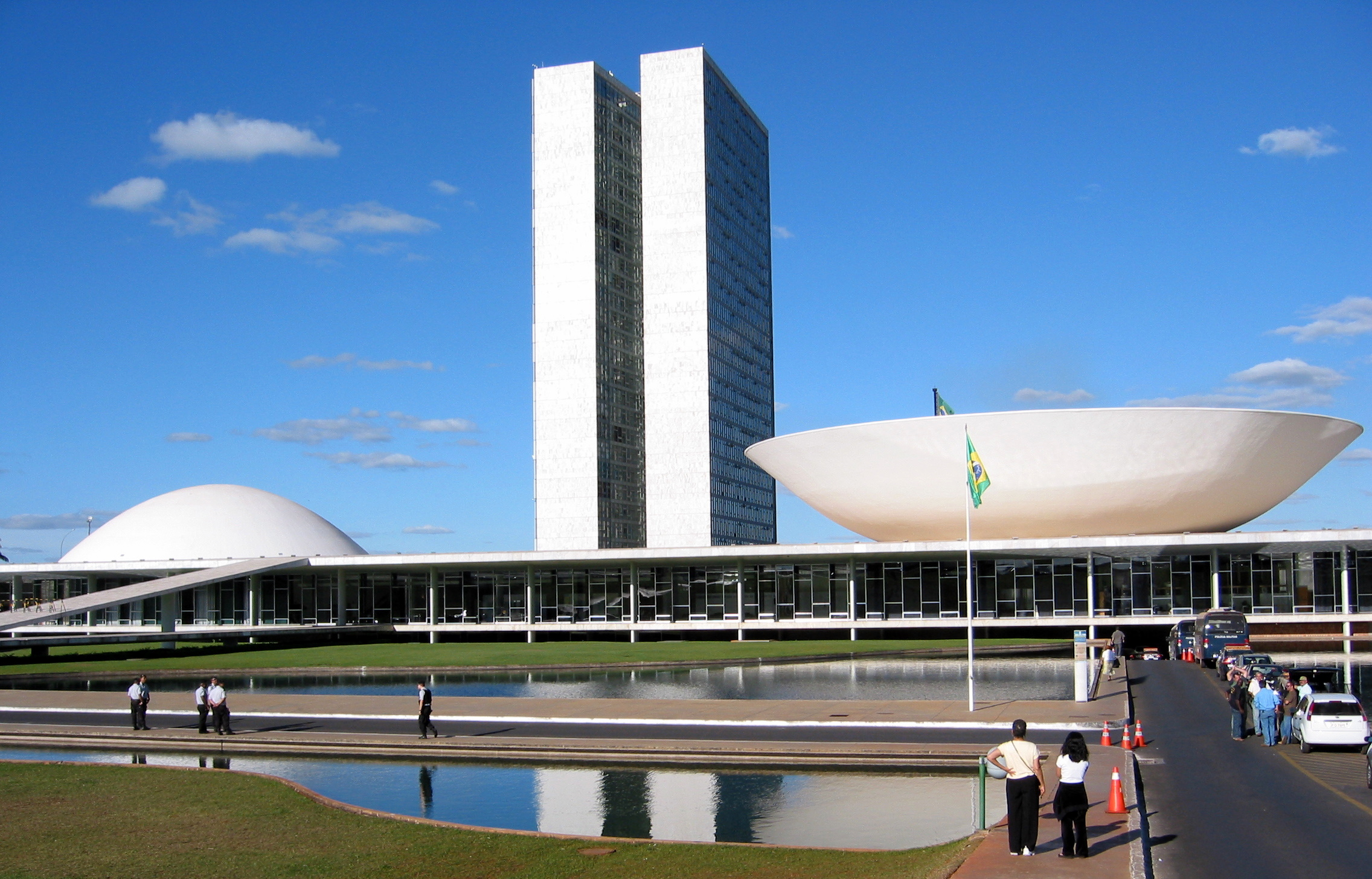
Le Palais du Congrès national, à Brasilia.

Le Congrès national du Brésil est un parlement bicaméral. Sa chambre basse, la Chambre des députés, est dotée de 513 députés élus pour quatre ans au scrutin proportionnel plurinominal de listes. Le pays est découpé en 27 circonscriptions plurinominales correspondants aux 26 États plus le District fédéral de la capitale Brasilia et dotées de 8 à 70 sièges en fonction de leur population. Les électeurs ont la possibilité d’effectuer un vote préférentiel en faveur d'un candidat de la liste pour laquelle ils votent, afin de faire remonter sa position dans la liste établie par le parti. 

Logo officiel des élections de 2022.

Après décompte des suffrages dans les circonscriptions, les sièges sont répartis sans seuil électoral, sur la base du quotient simple et de la méthode dite de la plus forte moyenne, qui avantage les gros partis. Les sièges remportés par chaque liste sont ensuite attribués aux candidats ayant recueilli le plus grand nombre de suffrages préférentiels en leur sein.
La chambre haute, le Sénat fédéral, est quant à elle dotée de 81 sénateurs élus pour huit ans mais renouvelés en deux fois, les sénatoriales alternant tous les quatre ans un renouvellement d'un tiers ou des deux tiers du sénat. Les élections de 2022 concernent un tiers des sénateurs, soit 27 sièges.
Les sièges sont à pourvoir au scrutin majoritaire binominal dans vingt sept circonscriptions de un ou deux sièges chacune correspondants aux 26 États plus le District fédéral de la capitale Brasilia. Lors des renouvellement par tiers, le vote a lieu dans chaque circonscription au scrutin uninominal majoritaire à un tour. Lorsque le renouvellement s'effectue pour les deux tiers, cependant, c'est un binôme de candidats qui est élu dans chacune d'elles au scrutin majoritaire plurinominal, les électeurs étant dotés de deux voix qu'ils peuvent répartir sur les candidats de leur choix. Le vote est obligatoire pour les citoyens de 18 à 70 ans, et facultatif pour ceux âgés de 16 à 18 ans et les plus de 70 ans. Un âge minimal de 21 ans est requis pour se présenter à la chambre. Il est de 35 ans pour les candidats au poste de sénateur. Dans les deux cas, les candidatures sans étiquette sont interdites, les candidats devant obligatoirement être membres d'un parti politique officiel. La citoyenneté brésilienne de naissance est également exigée,

## Résultats

### Chambre des députés
Les résultats en termes de pourcentages comme de sièges sont comparés à ceux des précédentes élections en 2018.
|                                    |                                                 |                                                  |             |       |       |        |               |  |  |
| Partis                             | Partis                                          | Partis                                           | Votes       | %     | +/-   | Sièges | +/-           |  |  |
|                                    | Parti libéral (PL)                              | Parti libéral (PL)                               | 18 228 958  | 16,54 | 11,23 | 99     | 66            |  |  |
|                                    |                                                 | Parti des travailleurs (PT)                      | 15 354 125  | 13,93 | 0,66  | 68     | 12            |  |  |
|                                    | Parti communiste du Brésil (PCdoB)              | 6                                                | 15 354 125  | 13,93 | 0,66  | 3      |               |  |  |
|                                    | Parti vert (PV)                                 | 6                                                | 15 354 125  | 13,93 | 0,66  | 2      |               |  |  |
| Total coalition Brésil de l'espoir | Total coalition Brésil de l'espoir              | 80                                               | 15 354 125  | 13,93 | 0,66  | 11     |               |  |  |
|                                    | Union Brésil                                    | Union Brésil                                     | 10 262 035  | 9,31  | 7,00  | 59     | 22            |  |  |
|                                    | Parti progressiste (PP)                         | Parti progressiste (PP)                          | 8 704 341   | 9,31  | 3,74  | 47     | 10            |  |  |
|                                    | Parti social démocratique (PSD)                 | Parti social démocratique (PSD)                  | 8 322 183   | 7,55  | 1,70  | 42     | 8             |  |  |
|                                    | Mouvement démocratique brésilien (MDB)          | Mouvement démocratique brésilien (MDB)           | 7 992 988   | 7,25  | 1,72  | 42     | 8             |  |  |
|                                    | Républicains                                    | Républicains                                     | 7 618 108   | 6,91  | 1,83  | 41     | 11            |  |  |
|                                    |                                                 | Parti de la social-démocratie brésilienne (PSDB) | 5 000 910   | 4,54  | 3,09  | 13     | 16            |  |  |
|                                    | Citoyenneté (CID)                               | 5                                                | 5 000 910   | 4,54  | 3,09  | 3      |               |  |  |
| Total coalition Toujours en avant  | Total coalition Toujours en avant               | 18                                               | 5 000 910   | 4,54  | 3,09  | 19     |               |  |  |
|                                    |                                                 | Parti socialisme et liberté (PSOL)               | 4 650 080   | 4,22  | 0,56  | 12     | 2             |  |  |
|                                    | Réseau autosuffisant (REDE)                     | 2                                                | 4 650 080   | 4,22  | 0,56  | 1      |               |  |  |
| Total Fédération PSOL REDE         | Total Fédération PSOL REDE                      | 14                                               | 4 650 080   | 4,22  | 0,56  | 3      |               |  |  |
|                                    | Parti socialiste brésilien (PSB)                | Parti socialiste brésilien (PSB)                 | 4 202 376   | 3,81  | 1,67  | 14     | 18            |  |  |
|                                    | Parti démocratique travailliste (PDT)           | Parti démocratique travailliste (PDT)            | 3 843 174   | 3,49  | 1,13  | 17     | 11            |  |  |
|                                    | Podemos (PODE)                                  | Podemos (PODE)                                   | 3 614 581   | 3,28  | 1,00  | 12     | 1             |  |  |
|                                    | En avant                                        | En avant                                         | 2 205 176   | 2,00  | 0,12  | 7      | en stagnation |  |  |
|                                    | Parti social-chrétien (PSC)                     | Parti social-chrétien (PSC)                      | 1 951 486   | 1,77  | 0,03  | 6      | 2             |  |  |
|                                    | Solidariedade (77)                              | Solidariedade (77)                               | 1 728 083   | 1,57  | 0,42  | 4      | 9             |  |  |
|                                    | Patriota (PATRI)                                | Patriota (PATRI)                                 | 1 548 140   | 1,40  | 0,06  | 4      | 1             |  |  |
|                                    | Parti travailliste brésilien (PTB)              | Parti travailliste brésilien (PTB)               | 1 433 638   | 1,30  | 0,76  | 1      | 9             |  |  |
|                                    | Nouveau Parti (NOVO)                            | Nouveau Parti (NOVO)                             | 1 360 590   | 1,23  | 1,56  | 3      | 5             |  |  |
|                                    | Parti républicain de l'ordre social (PROS)      | Parti républicain de l'ordre social (PROS)       | 1 070 953   | 0,97  | 1,11  | 3      | 5             |  |  |
|                                    | Parti rénovateur travailliste brésilien (PRTB)  | Parti rénovateur travailliste brésilien (PRTB)   | 294 315     | 0,27  | 0,43  | 0      | en stagnation |  |  |
|                                    | Parti de la mobilisation nationale (PMN)        | Parti de la mobilisation nationale (PMN)         | 256 830     | 0,23  | 0,41  | 0      | 3             |  |  |
|                                    | Agir                                            | Agir                                             | 159 865     | 0,15  | 0,46  | 0      | 2             |  |  |
|                                    | Démocratie chrétienne (DC)                      | Démocratie chrétienne (DC)                       | 138 818     | 0,13  | 0,25  | 0      | 1             |  |  |
|                                    | Parti des femmes brésiliennes (PMB)             | Parti des femmes brésiliennes (PMB)              | 85 722      | 0,08  | 0,15  | 0      | en stagnation |  |  |
|                                    | Parti communiste brésilien (PCB)                | Parti communiste brésilien (PCB)                 | 85 642      | 0,08  | 0,02  | 0      | en stagnation |  |  |
|                                    | Unité populaire (UP)                            | Unité populaire (UP)                             | 55 780      | 0,05  | Nv    | 0      | en stagnation |  |  |
|                                    | Parti socialiste des travailleurs unifié (PSTU) | Parti socialiste des travailleurs unifié (PSTU)  | 27 995      | 0,03  | 0,01  | 0      | en stagnation |  |  |
|                                    | Parti de la cause ouvrière (PCO)                | Parti de la cause ouvrière (PCO)                 | 8 660       | 0,01  | 0,01  | 0      | en stagnation |  |  |
|                                    | Autres partis                                   | Autres partis                                    | 5 632       | 0,01  | –     | 0      | en stagnation |  |  |
|                                    |                                                 |                                                  |             |       |       |        |               |  |  |
| Votes valides                      | Votes valides                                   | Votes valides                                    | 110 211 184 | 89,46 |       |        |               |  |  |
| Votes blancs                       | Votes blancs                                    | Votes blancs                                     | 7 501 125   | 6,09  |       |        |               |  |  |
| Votes nuls                         | Votes nuls                                      | Votes nuls                                       | 5 483 262   | 4,45  |       |        |               |  |  |
| Total                              | Total                                           | Total                                            | 123 195 571 | 100   | –     | 513    | en stagnation |  |  |
| Abstention                         | Abstention                                      | Abstention                                       | 32 361 851  | 20,80 |       |        |               |  |  |
| Inscrits / participation           | Inscrits / participation                        | Inscrits / participation                         | 155 557 422 | 79,20 |       |        |               |  |  |

### Sénat
Les résultats en termes de pourcentages sont comparés à ceux des précédentes élections en 2018. Seule la moitié des sièges étant à pourvoir, le tableau prend cependant en compte les changements de partis de certains sénateurs en cours de législatures. Le total de chaque parti n'est donc pas forcément le même que la simple addition des sièges remportés en 2018 et 2022. 
|                                    |                                                 |                                                  |             |       |       |               |        |               |               |  |
| Partis                             | Partis                                          | Partis                                           | Votes       | %     | +/-   | Sièges        | Sièges | Sièges        | Sièges        |  |
| Partis                             | Partis                                          | Partis                                           | Votes       | %     | +/-   | Total en 2018 | Élus   | Total en 2022 | +/-           |  |
|                                    | Parti libéral (PL)                              | Parti libéral (PL)                               | 25 278 764  | 24,86 | 23,03 | 2             | 8      | 13            | 11            |  |
|                                    | Parti socialiste brésilien (PSB)                | Parti socialiste brésilien (PSB)                 | 13 615 846  | 13,39 | 8,59  | 2             | 1      | 1             | 1             |  |
|                                    |                                                 | Parti des travailleurs (PT)                      | 12 456 553  | 12,25 | 2,21  | 6             | 4      | 9             | 3             |  |
|                                    | Parti vert (PV)                                 | 475 597                                          | 0,47        | N/a   | 0     | 0             | 0      | en stagnation |               |  |
|                                    | Parti communiste du Brésil (PCdoB)              | 299 013                                          | 0,29        | 0,69  | 0     | 0             | 0      | en stagnation |               |  |
| Total coalition Brésil de l'espoir | Total coalition Brésil de l'espoir              | 13 231 163                                       | 13,01       | 2,43  | 6     | 4             | 9      | 3             |               |  |
|                                    | Parti social démocratique (PSD)                 | Parti social démocratique (PSD)                  | 11 312 512  | 11,12 | 6,33  | 3             | 2      | 10            | 7             |  |
|                                    | Parti progressiste (PP)                         | Parti progressiste (PP)                          | 7 592 391   | 7,47  | 3,08  | 6             | 3      | 7             | 1             |  |
|                                    | Union Brésil                                    | Union Brésil                                     | 5 465 486   | 5,37  | 11,34 | 11            | 5      | 12            | 1             |  |
|                                    | Parti social-chrétien (PSC)                     | Parti social-chrétien (PSC)                      | 4 285 485   | 4,21  | 1,80  | 1             | 1      | 1             | en stagnation |  |
|                                    | Républicains                                    | Républicains                                     | 4 259 279   | 4,19  | 3,31  | 1             | 2      | 3             | 2             |  |
|                                    | Mouvement démocratique brésilien (MDB)          | Mouvement démocratique brésilien (MDB)           | 3 882 458   | 3,82  | 3,65  | 12            | 1      | 10            | 2             |  |
|                                    | Parti travailliste brésilien (PTB)              | Parti travailliste brésilien (PTB)               | 3 621 532   | 3,56  | 2,45  | 3             | 0      | 0             | 3             |  |
|                                    | Podemos (PODE)                                  | Podemos (PODE)                                   | 1 776 283   | 1,75  | 1,46  | 5             | 0      | 6             | 1             |  |
|                                    | Parti démocratique travailliste (PDT)           | Parti démocratique travailliste (PDT)            | 1 650 222   | 1,62  | 2,90  | 5             | 0      | 2             | 3             |  |
|                                    |                                                 | Parti de la social-démocratie brésilienne (PSDB) | 1 394 547   | 1,37  | 12,2  | 8             | 0      | 4             | 4             |  |
|                                    | Citoyenneté (CID)                               | 2                                                | 1 394 547   | 1,37  | 12,2  | 0             | 1      | 1             |               |  |
| Total coalition Toujours en avant  | Total coalition Toujours en avant               | 10                                               | 1 394 547   | 1,37  | 12,2  | 0             | 5      | 5             |               |  |
|                                    | En avant                                        | En avant                                         | 1 369 655   | 1,35  | N/a   | 0             | 0      | 0             | en stagnation |  |
|                                    | Parti rénovateur travailliste brésilien (PRTB)  | Parti rénovateur travailliste brésilien (PRTB)   | 758 938     | 0,75  | N/a   | 0             | 0      | 0             | en stagnation |  |
|                                    |                                                 | Parti socialisme et liberté (PSOL)               | 677 345     | 0,67  | 2,41  | 0             | 0      | 0             | en stagnation |  |
|                                    | Réseau autosuffisant (REDE)                     | 8 133                                            | 0,01        | 4,17  | 5     | 0             | 1      | 4             |               |  |
| Total Fédération PSOL REDE         | Total Fédération PSOL REDE                      | 685 478                                          | 0,68        | 6,58  | 5     | 0             | 1      | 4             |               |  |
|                                    | Nouveau Parti (NOVO)                            | Nouveau Parti (NOVO)                             | 479 593     | 0,47  | 1,55  | 0             | 0      | 0             | en stagnation |  |
|                                    | Unité populaire (UP)                            | Unité populaire (UP)                             | 291 294     | 0,29  | Nv    | 0             | 0      | 0             | en stagnation |  |
|                                    | Parti républicain de l'ordre social (PROS)      | Parti républicain de l'ordre social (PROS)       | 214 525     | 0,21  | 0,59  | 1             | 0      | 1             | en stagnation |  |
|                                    | Parti socialiste des travailleurs unifié (PSTU) | Parti socialiste des travailleurs unifié (PSTU)  | 135 599     | 0,13  | Nv    | 0             | 0      | 0             | en stagnation |  |
|                                    | Démocratie chrétienne (DC)                      | Démocratie chrétienne (DC)                       | 101 722     | 0,10  | 0,01  | 0             | 0      | 0             | en stagnation |  |
|                                    | Patriota (PATRI)                                | Patriota (PATRI)                                 | 76 729      | 0,08  | N/a   | 0             | 0      | 0             | en stagnation |  |
|                                    | Parti communiste brésilien (PCB)                | Parti communiste brésilien (PCB)                 | 64 569      | 0,06  | N/a   | 0             | 0      | 0             | en stagnation |  |
|                                    | Parti des femmes brésiliennes (PMB)             | Parti des femmes brésiliennes (PMB)              | 61 350      | 0,06  | N/a   | 0             | 0      | 0             | en stagnation |  |
|                                    | Parti de la mobilisation nationale (PMN)        | Parti de la mobilisation nationale (PMN)         | 27 812      | 0,03  | 0,16  | 0             | 0      | 0             | en stagnation |  |
|                                    | Parti de la cause ouvrière (PCO)                | Parti de la cause ouvrière (PCO)                 | 26 614      | 0,03  | N/a   | 0             | 0      | 0             | en stagnation |  |
|                                    | Agir                                            | Agir                                             | 24 076      | 0,02  | 0,11  | 1             | 0      | 0             | 1             |  |
|                                    | Solidariedade (SD)                              | Solidariedade (SD)                               | 19 408      | 0,02  | 2,32  | 1             | 0      | 0             | 1             |  |
|                                    |                                                 |                                                  |             |       |       |               |        |               |               |  |
| Votes valides                      | Votes valides                                   | Votes valides                                    | 101 703 330 | 82,55 |       |               |        |               |               |  |
| Votes blancs                       | Votes blancs                                    | Votes blancs                                     | 9 340 309   | 7,58  |       |               |        |               |               |  |
| Votes nuls                         | Votes nuls                                      | Votes nuls                                       | 12 151 932  | 9,86  |       |               |        |               |               |  |
| Total                              | Total                                           | Total                                            | 123 195 571 | 100   | –     | 81            | 27     | 81            | en stagnation |  |
| Abstention                         | Abstention                                      | Abstention                                       | 32 361 851  | 20,80 |       |               |        |               |               |  |
| Inscrits / participation           | Inscrits / participation                        | Inscrits / participation                         | 155 557 422 | 79,20 |       |               |        |               |               |  |

#### Sénateurs élus par État
| État                | Sénateur sortant        | Parti | Parti | Sénateur élu        | Parti | Parti |
| ------------------- | ----------------------- | ----- | ----- | ------------------- | ----- | ----- |
| Acre                | Mailza Gomes            |       | PP    | Alan Rick           |       | UNIÃO |
| Alagoas             | Fernando Collor         |       | PTB   | Renan Filho         |       | MDB   |
| Amapá               | Davi Alcolumbre         |       | UNIÃO | Davi Alcolumbre     |       | UNIÃO |
| Amazonas            | Omar Aziz               |       | PSD   | Omar Aziz           |       | PSD   |
| Bahia               | Otto Alencar            |       | PSD   | Otto Alencar        |       | PSD   |
| Ceará               | Tasso Jereissati        |       | PSDB  | Camilo Santana      |       | PT    |
| District fédéral    | José Reguffe            |       | UNIÃO | Damares Alves       |       | R     |
| Espírito Santo      | Rose de Freitas         |       | MDB   | Magno Malta         |       | PL    |
| Goiás               | Luiz Carlos do Carmo    |       | PSC   | Wilder Morais       |       | PL    |
| Maranhão            | Roberto Rocha           |       | PTB   | Flávio Dino         |       | PSB   |
| Mato Grosso         | Wellington Fagundes     |       | PL    | Wellington Fagundes |       | PL    |
| Mato Grosso do Sul  | Simone Tebet            |       | MDB   | Tereza Cristina     |       | PP    |
| Minas Gerais        | Alexandre Silveira      |       | PSD   | Cleiton Azevedo     |       | PSC   |
| Pará                | Paulo Rocha             |       | PT    | Roberto Faro        |       | PT    |
| Paraíba             | Nilda Gondim            |       | MDB   | Efraim Filho        |       | UNIÃO |
| Paraná              | Álvaro Dias             |       | PODE  | Sergio Moro         |       | UNIÃO |
| Pernambuco          | Fernando Bezerra Coelho |       | MDB   | Teresa Leitão       |       | PT    |
| Piauí               | Elmano Férrer           |       | PP    | Wellington Dias     |       | PT    |
| Rio de Janeiro      | Romário Faria           |       | PL    | Romário Faria       |       | PL    |
| Rio Grande do Norte | Jean Paul Prates        |       | PT    | Rogério Marinho     |       | PL    |
| Rio Grande do Sul   | Lasier Martins          |       | PODE  | Hamilton Mourão     |       | R     |
| Rondônia            | Acir Gurgacz            |       | PDT   | Jaime Bagattoli     |       | PL    |
| Roraima             | Telmário Mota           |       | PROS  | Hiran Gonçalves     |       | PP    |
| Santa Catarina      | Dário Berger            |       | PSB   | Jorge Seif          |       | PL    |
| São Paulo           | José Serra              |       | PSDB  | Marcos Pontes       |       | PL    |
| Sergipe             | Maria do Carmo Alves    |       | PP    | Laercio Oliveira    |       | PP    |
| Tocantins           | Kátia Abreu             |       | PP    | Dorinha Rezende     |       | UNIÃO |